# Церемония открытия зимних Паралимпийских игр 2022
Церемония открытия зимних Паралимпийских игр 2022 (кит. 2022年冬季残疾人奥林匹克运动会开幕式) состоялась 4 марта 2022 года на стадионе «Птичье гнездо» в Пекине.
Официально Игры открыл Председатель Китайской Народной Республики Си Цзиньпин.

## Подготовка
Место проведения церемонии открытия стал Пекинский национальный стадион «Птичье гнездо», ранее принимавший церемонии открытия и закрытия Олимпийских игр 2022. Арена, построенная к проведению летних Олимпийских и Паралимпийских игр 2008 года, для проведения соревнований 2022 года подверглась реконструкции.
Режиссёром церемонии под названием «Расцвет жизни» (кит. 生命的绽放) выступил Чжан Имоу.

## Парад наций
В ходе Парада наций по стадиону прошли спортсмены и официальные лица 46 национальных команд, участвующих в Паралимпиаде-2022. Как и на церемонии открытия Олимпиады, порядок выхода делегаций зависел от количества черт в иероглифах названия делегации на упрощённом китайском языке — с меньшим числом черт в первом иероглифе шли раньше. Исключениями из этого правила стали Китайская Народная Республика — как страна-хозяйка она замыкала Парад наций, а также Италия — как страна-хозяйка следующей зимней Паралимпиады следовала непосредственно перед КНР.

## Речи
На церемонии открытия глава Международного паралимпийского комитета Эндрю Парсонс произнёс речь, ставшую, по мнению многих, самой политизированной на подобных мероприятиях за последние десятилетия: в ней он осудил войну и «ненависть», напрямую не называя, но намекая на российское вторжение в Украину. После своей речи Парсонс пригласил председателя КНР Си Цзиньпина объявить об открытии Паралимпиады-2022.
В ходе церемонии были произнесены Паралимпийские клятвы на китайском языке: 
- от спортменов: Чжан Мэнсюэ (кит. 张梦秋) — горнолыжник; Чэнь Цзяньсин (кит. 陈建新) — вице-скип женской команды Китая по кёрлингу на колясках;
- от тренеров: Юэ Циншуан (кит. 岳清爽) — главный тренер женской команды Китая по кёрлингу на колясках;
- от судей: Чжан Лихэн (кит. 张立恒) — арбитр матчей по следж-хоккею.

## Вынос Паралимпийского флага
Паралимпийский флаг по стадиону пронесли восемь представителей летних паралимпийских видов спорта:
- Чэнь Ци (кит. 陈琦) — экс-капитан мужской сборной Китая по баскетболу на колясках[англ.], участник Паралимпийских игр 2008 года; будучи тренером женской сборной Китая по баскетболу на колясках[англ.], привёл её к историческим для команды серебряным медалям[англ.] на Паралимпиаде 2020 года;
- Хао Гохуа (кит. 陈琦) — арбитр соревнований по голболу[англ.] на Паралимпийских играх 2008 года; также на церемонии открытия Паралимпиады-2008 произносил клятву от судей;
- Лю Ютонг (кит. 刘禹彤) — паралимпийская чемпионка 2020 года по настольному теннису на колясках;
- Яо Хуан (кит. 姚娟) — участница 6 Паралимпийских игр (2000, 2004, 2008, 2012, 2016, 2020), пятикратная паралимпийская чемпионка в технических дисциплинах лёгкой атлетики;
- Чжан Ли (кит. 张丽) — участница Паралимпийских игр 2016 и 2020 годов, шестикратная паралимпийская чемпионка и призёр в плавании;
- Сунь Ган (кит. 孙刚) — участник Паралимпийских игр 2016 и 2020 годов, четырёхкратный паралимпийский чемпион и трёхкратный призёр в фехтовании на колясках;
- Сюэ Хуан (кит. 薛娟) — участник Паралимпийских игр 2016 и 2020 годов, четырёхкратный паралимпийский чемпион по настольному теннису на колясках;
- Ли Хао (кит. 李豪) — двукратная паралимпийская чемпионка 2020 года по фехтованию на колясках.

## Зажжение Паралимпийского огня
Финал эстафеты Паралимпийского огня прошёл на стадионе «Птичье гнездо», по которому его пронесли (в порядке очерёдности):
- Лю Ситонг (кит. 李豪) — участница Паралимпийских игр 2018 и 2022 годов;
- Вэнь Сяоянь (кит. 文晓燕) — участница Паралимпийских игр 2016 и 2020 годов, пятикратная паралимпийская чемпионка и призёр в беговых дисциплинах лёгкой атлетики и прыжках в длину;
- Ма Цзя (кит. 马佳) — двукратная паралимпийская чемпионка 2020 года по плаванию;
- Чжан Сюомэй (кит. 张雪梅) — серебряный призёр Паралимпийских игр 2020 года в баскетболе на колясках; знаменосец делегации Китая на церемонии закрытия Паралимпиады-2020;
- Лю Цуйцин (кит. 刘翠青) с гидом Сюй Дунлинем (кит. 徐冬林) — участники Паралимпийских игр 2016 и 2020 годов, четырёхкратные паралимпийские чемпионы и трёхкратные призёры в беговых дисциплинах лёгкой атлетики;
- Дон Чао (кит. 董超) — участник 4 Паралимпийских игр (2008, 2012, 2016, 2020), трёхкратный паралимпийский чемпион и трёхкратный призёр в стрельбе;
- Тан Сюомэй (кит. 唐雪梅) — серебряный призёр 3 Паралимпийских игр (2012, 2016, 2020) в волейболе сидя.

Своеобразную «чашу» Паралимпийского огня зажёг четырёхкратный паралимпийский чемпион Игр 2004 и 2008 годов в прыжках в длину и тройном прыжке Ли Дуань, став третьим в истории спортсменом с нарушениями зрения, кому была предоставлена подобная честь.

## Почётные гости
На церемонии присутствовали почётные гости из КНР:
- Си Цзиньпин — председатель Китайской Народной Республики, генеральный секретарь ЦК КПК, председатель Центрального военного совета КНР;
  -  Пэн Лиюань — супруга Си Цзиньпиня;
- Ли Кэцян — член Постоянного комитета Политбюро ЦК КПК, премьер Государственного совета КНР;
- Цай Ци — член Постоянного комитета Политбюро ЦК КПК, глава организационного комитета Олимпийских и Паралимпийских игр 2022 года.

На церемонии присутствовали почётные гости других стран мира:
- Мунши Фаиз Ахмед — посол Бангладеш в КНР.

На церемонии присутствовали почётные гости от международных организаций:
- Эндрю Парсонс — президент Международного паралимпийского комитета
- Эндрю Парсонс — президент МПК, являющийся также членом Международного Олимпийского комитета, заменивший на церемонии вице-президента МОК Нг Сер Мианга[англ.], сдавшего положительный тест на COVID-19[14].

## Инциденты
Речь главы МПК Парсонса о том, что он «в ужасе от того, что происходит в мире прямо сейчас», подразумевавшего российское вторжение в Украину в 2022 году, не была переведена в трансляции Центрального телевидения Китая (CCTV), а позже и вовсе была полностью вырезана из видео церемонии с официального сайта телекомпании. Кроме того, в ходе прямого эфира CCTV также вырезала и заменила другой сценой реакцию Парсона на выход делегации Украины на Параде наций.
В своей речи Парсонс ошибочно назвал Си Цзиньпиня президентом Китайской Республики, хотя официально Китайской Республикой называется частично признанное островное государство Тайвань, в то время как материковый Китай — Китайской Народной Республикой. Позднее МПК принёс извинения за допущенную ошибку.